# Trường Trung học phổ thông chuyên Trần Hưng Đạo
Trường Trung học phổ thông chuyên Trần Hưng Đạo là một trường trung học phổ thông chuyên công lập tại thành phố Phan Thiết, và là trường trung học lớn thứ nhất của tỉnh Bình Thuận. Là trường chuyên duy nhất của tỉnh

## Tên trường
Trường được thành lập ngày 30 tháng 7 năm 1991 theo Quyết định số 257 QĐ/UB-BT, Trường mang tên là Trường Phổ thông Trung học chuyên Bình Thuận.
Ngày 21/7/1995, Chủ tịch UBND tỉnh Bình Thuận ký Quyết định số 1096 QĐ/UBBT về việc Ban hành tên gọi các đơn vị trực thuộc Sở Giáo dục và Đào tạo Bình Thuận). Theo đó đổi tên Trường Phổ thông Trung học chuyên Bình Thuận thành Trường Phổ thông Trung học chuyên Trần Hưng Đạo.
Ngày 16/01/2008, Chủ tịch UBND tỉnh Bình Thuận ký Quyết định số 147/QĐ-UBND về việc đổi tên Trường Phổ thông trung học chuyên Trần Hưng Đạo thành Trường Trung học phổ thông chuyên Trần Hưng Đạo.

## Tuyển sinh
Năm học 1992-1993: Trường vừa mới thành lập và chưa tuyển sinh. Trường đảm nhận công tác tổ chức, bồi dưỡng học sinh giỏi theo sự chỉ đạo của Sở Giáo dục và Đào tạo.
Từ năm học 1993-1994: Trường tuyển sinh chính thức 06 lớp và khai giảng năm học đầu tiên tại cơ sở số 247 đường Trần Hưng Đạo, Phan Thiết. Cấp THPT có tuyển 03 lớp 10 (10 chuyên Toán có 33 học sinh, lớp 10 chuyên Văn có 15 học sinh và lớp 10 chuyên Anh có 21 học sinh); Cấp THCS tuyển 03 lớp 6 (Lớp 6 chuyên Toán 1 có 30 học sinh, Lớp 6 chuyên Toán 2 có 29 học sinh và Lớp 6 chuyên Văn có 19 học sinh).
Đến tháng 8/1994, Trường Bồi dưỡng học sinh giỏi Phan Thiết được sát nhập vào Trường PTTH chuyên Bình Thuận.
Từ năm học 2000-2001: Trường PTTH chuyên Trần Hưng Đạo không tuyển sinh mới từ lớp 6  (chỉ tuyển sinh lớp 10) theo chủ trương chung của Bộ GD&ĐT cho đến nay.

## Cơ sở giảng dạy
Từ năm 1993: Trường tổ chức giảng dạy, học tập tại và nội trú tại cơ sở số 247 đường Trần Hưng Đạo, Phan Thiết.
Đến tháng 8/2010: Trường dời về cơ sở mới tại khu dân cư đông Xuân An, đường Nguyễn Văn Linh (nay là đường Phạm Hùng), phường Phú Thủy, thành phố Phan Thiết với tổng diện tích là 45.826 mét vuông. Cở sở cũ được bàn giao lại cho Trường THPT Phan Thiết mới thành lập.

## Ban giám hiệu qua các thời kỳ
Năm học 1992-1993: Ban giám hiệu chỉ có thầy Phan Minh Tân làm Hiệu trưởng và chưa có Phó Hiệu trưởng (Chỉ có bộ khung gồm 05 người).
Giữa năm học 1993-1994 đến tháng 6/2007: Thầy Phan Minh Tân chuyển công tác và thầy Lương Văn Bá về làm Hiệu trưởng đến tháng 6/2007. Các Phó Hiệu trưởng có thay đổi theo thứ tự thời gian (chuyển công tác hoặc nghỉ hưu) gồm có các thầy, cô: thầy Mai Trung Trực, thầy Nguyễn Hữu Nhạc, thầy Dương Đức Tuấn (thay thầy Mai Trung Trực nghỉ hưu); cô La Nữ Ánh Vân (thay thầy Nguyễn Hữu Nhạc chuyển công tác về Trường THPT Phan Bội Châu), thầy Trương Đa Phước (thay cô La Nữ ánh Vân chuyển công tác về Trường Cao đẳng Cộng đồng).
Từ tháng 6/2007 đến tháng 9/2013: Thầy Lương Văn Bá nghỉ hưu, thầy Kiều Ngọc Tú luân chuyển từ Hiệu trưởng Trường THPT Phan Bội Châu sang làm Hiệu trưởng. Các Phó Hiệu trưởng gồm có các thầy, cô: thầy Dương Đức Tuấn, thầy Trương Đa Phước và cô Nguyễn Thị Bích Hằng, thầy Nguyễn Hiếu.
Từ tháng 9/2013 đến tháng 11/2023: Thầy Kiều Ngọc Tú nghỉ hưu, thầy Dương Đức Tuấn là Phó Hiệu trưởng Phụ trách đến tháng 11/2013 bổ nhiệm làm Hiệu trưởng đến nay. Các Phó Hiệu trưởng gồm:  cô Nguyễn Thị Bích Hằng, thầy Nguyễn Hiếu, thầy Lê Trường Giang (thay thầy Dương Đức Tuấn) và cô Nguyễn Kim Thư (thay cô Nguyễn Thị Bích Hằng nghỉ hưu).
Tháng 11/2023, thầy Dương Đức Tuấn nghỉ hưu (sau 10 năm giữ chức hiệu trưởng), thầy Nguyễn Hiếu được phân công là Phó Hiệu trưởng, Phụ trách trường.
Tháng 12/2023, thầy Trần Minh Hải - Phó Hiệu trưởng Trường THPT Phan Bội Châu được bổ nhiệm giữ chức vụ Hiệu trưởng.

## Hơn 30 năm thành lập và hoạt động
Trường THPT chuyên Trần Hưng Đạo đã xây dựng được truyền thống tốt đẹp và điểm sáng của Ngành Giáo dục tỉnh nhà.
Học sinh của Trường không chỉ chăm ngoan, học giỏi mà các em còn tham gia và có nhiều đóng góp vào các hoạt động xã hội của địa phương như xây dựng quỹ đền ơn đáp nghĩa, quỹ vì người nghèo, giúp đỡ các gia đình liệt sĩ, kết nghĩa với một trường tiểu học vùng sâu, vùng xa ...
Thầy, cô giáo của Trường là những người yêu nghề, có năng lực chuyên môn, cầu tiến và được công nhận những danh hiệu cao quý.
Với những cố gắng phấn đấu dạy tốt – học Trường THPT chuyên Trần Hưng Đạo đã nhiều năm liên tục được UBND tỉnh Bình Thuận công nhận là Tập thể Lao động xuất sắc, được Nhà nước tặng thưởng Huân chương Lao động Hạng Nhì.
Đường lên đỉnh Olympia:
| Thí sinh                | Năm thi    | Tuần                 | Tháng                | Quý                  | Năm                 |
| ----------------------- | ---------- | -------------------- | -------------------- | -------------------- | ------------------- |
| Lê Ngọc Tú Quyên        | Năm thứ 9  | Giải nhì - 210 điểm  | Giải nhất - 180 điểm | Giải ba - 105 điểm   |                     |
| Hà Đỗ Hải               | Năm thứ 11 | Giải nhất - 230 điểm | Giải nhì - 155 điểm  |                      |                     |
| Huỳnh Nguyễn Phúc Thịnh | Năm thứ 12 | Giải nhất - 270 điểm | Giải nhì - 180 điểm  |                      |                     |
| Nguyễn Quốc Duy Khanh   | Năm thứ 13 | Giải nhì - 160 điểm  |                      |                      |                     |
| Võ Ngọc Thịnh           | Năm thứ 14 | Giải nhất - 290 điểm | Giải nhất - 340 điểm | Giải nhì - 190 điểm  |                     |
| Huỳnh Anh Nhật Trường   | Năm thứ 15 | Giải nhất - 285 điểm | Giải nhất - 290 điểm | Giải nhất - 300 điểm | Giải nhì - 200 điểm |
| Trịnh Thủy Ngân         | Năm thứ 16 | Giải nhì - 200 điểm  |                      |                      |                     |
| Phạm Thọ Quốc Long      | Năm thứ 17 | Giải nhất - 310 điểm | Giải nhất - 190 điểm | Giải nhất - 275 điểm | Giải ba - 80 điểm   |
| Lê Trung Sơn            | Năm thứ 19 | Giải nhất - 295 điểm | Giải ba - 180 điểm   |                      |                     |
| Trần Minh Triết         | Năm thứ 20 | Giải nhất - 205 điểm | Giải nhì - 230 điểm  | Giải nhì - 170 điểm  |                     |
| Trần Công Phúc          | Năm thứ 21 | Giải nhì - 220 điểm  |                      |                      |                     |
| Huỳnh Phạm Quốc Thái    | Năm thứ 22 | Giải nhì - 230 điểm  |                      |                      |                     |
| Trần Khôi Nguyên        | Năm thứ 23 | Giải nhất - 250 điểm | Giải nhì - 165 điểm  |                      |                     |
| Ngô Nhật Nguyên         | Năm thứ 24 | Giải nhì - 210 điểm  |                      |                      |                     |
| Hoàng Anh Duy           | Năm thứ 25 | Giải ba - 60 điểm    |                      |                      |                     |